# São Domingos Futebol Clube
O São Domingos Futebol Clube foi um clube de futebol brasileiro da cidade de São Domingos, no estado de Sergipe. Foi fundado em 11 de novembro de 2004 e suas cores eram o verde, o azul e o branco. A equipe mandava seus jogos no Estádio Arnaldo Pereira, que tem capacidade para 2.000 pessoas.
O clube fez sua primeira participação em competições nacionais na Copa do Brasil 2010, cuja vaga foi conquistada com o título da Copa Governo do Estado 2009. O São Domingos enfrentou o Sampaio Corrêa e no primeiro jogo, no Batistão, empatou por 1 a 1. Mas na partida partida de volta, no estádio Nhozinho Santos, foi eliminado ao ser derrotado por 2 a 1.
Na noite de 28 de novembro de 2012, em reunião realizada na sede da Federação Sergipana de Futebol, a diretoria do São Domingos informou o fim do time devido a problemas financeiros e falta de apoio.

## Curiosidades
O Esporte Espetacular em 2010 contou a história da "Família Siqueira" onde 4 irmãos e 3 primos atuavam pelo time sergipano.

## Títulos

### Estaduais
- Copa Governo do Estado: 2009 e 2010.
- Vice Campeonato Sergipano - Série A2: 2007.
- Vice-campeão do Campeonato Sergipano - Série A1: 2011.

## Desempenho em Competições

### Campeonato Sergipano - 1ª Divisão
| Ano  | Posição |
| 2008 | 7º      |
| 2009 | 5º      |
| 2010 | 6º      |
| 2011 | 2º      |

### Campeonato Sergipano - 2ª Divisão
| Ano  | Posição        |
| 2006 | 4º             |
| 2007 | (Vice-Campeão) |

### Copa Governo do Estado de Sergipe
| Ano  | Posição   |
| 2009 | (Campeão) |
| 2010 | (Campeão) |

### Copa BANESE
| Ano  | Posição        |
| 2007 | (Vice-Campeão) |

### Copa do Brasil
| Ano  | Posição |
| 2010 | 39º     |
| 2011 | 59º     |